# Don Siegelman
Donald Eugene Siegelman, dit Don Siegelman, né le 24 février 1946 à Mobile (Alabama), est un homme politique américain. Membre du Parti démocrate, il est gouverneur de l'Alabama de 1999 à 2003.

## Biographie
Don Siegelman naît et grandit à Mobile, en Alabama. Diplômé de l'université d'Alabama en 1968, de l'école de droit de l'université de Georgetown et de droit international de l'université d'Oxford, Siegelman est marié et père de deux enfants.
Il occupe successivement les postes de secrétaire d'État (1979-1987), procureur général (1987-1991) et lieutenant-gouverneur de l'Alabama (1995-1999).
En 1998, il est élu avec 57 % des voix au poste de gouverneur de l'État.
Il est candidat à un second mandat en 2002. Il est battu de justesse par le républicain Robert Riley : 3 117 voix séparent les deux hommes sur un total de 1,3 million. Siegelman demande un recompte des voix mais finit par concéder sa défaite deux semaines après les élections. 
Après plus de 20 ans passés aux plus hauts postes de l'exécutif de l'Alabama, il est ensuite rattrapé en 2004 par une affaire de pot-de-vin mettant en cause aussi l'un de ses assistants. Cette affaire concernant une période où il gouvernait l'Alabama, ruine sa tentative de revenir aux affaires en 2006 et le conduit à être condamné par un jury fédéral à sept ans de prison. Siegelman a mis en cause l'intervention de Karl Rove (secrétaire général adjoint de la Maison Blanche sous le président George W. Bush) dans ses déboires judiciaires, se déclarant être la victime de fausses inculpations alors que ses partisans invoquaient la corruption du jury dans un reportage du magazine télévisé 60 Minutes, lequel reprenait la thèse d'une implication politique de la justice fédérale. Ayant fait appel, il est libéré en mars 2008 par la cour d'appel pour le 11e circuit.